# Paracles flavescens
Paracles flavescens là một loài bướm đêm thuộc phân họ Arctiinae, họ Erebidae.